# Castañares de las Cuevas
Castañares de las Cuevas es una localidad de la comunidad autónoma de La Rioja, perteneciente al municipio de Viguera del cual dista 2,5 km. Está situada junto al río Iregua. Según el INE Castañares de las Cuevas estaba despoblada en 2009.

## Historia
Castañares no se hallaba comprendido entre los pueblos del Señorío de Cameros, ni en los dos arciprestazgos del Camero Nuevo y Viejo.
El libro titulado Diccionario geográfico- histórico de España, sección II, comprende La Rioja o toda la provincia de Logroño y algunos de la de Brugos, del año 1846 y escrito por Ángel Casimiro de Govantes, menciona que sobre esta villa existía un edificio ruinoso llamado castillo de los Moros y a media legua un caserío llamado de San Prudencio. También dice que en aquellos años en la localidad se producían granos legumbres, pastos y ganados y también existía una mina de cinabrio. En el siglo XVI tenía 30 vecinos y 150 almas. En el siglo XIX 10 vecinos y 49 almas. 
En el Diccionario geográfico-estadístico-histórico de España y sus posesiones de ultramar escrito por Pascual Madoz en  1845-1850,  se dice que Castañares de las Cuevas tenía entonces doce casas y una iglesia parroquial de Santa María. También menciona que el señor Don Rafael Albarellas compró allí lo que tenía el conde de Hervías y por ello se titulaba señor de Castañares. Menciona que había en el lugar muchas fuentes de agua y varios arroyos y un caserío llamado de San Prudencio. En la localidad se descubrió una mina de cinabrio cuya explotación fue concedida por el rey Felipe IV en 1626 a Don Pedro y Marcos Chaves, la cual fue prontamente abandonada por escasez de material. Había entonces ciruelos, robles, manzanos, chopos y melocotones. Se producía cereal, legumbre, frutas y bellotas, ganado lanar, cabrío y vacuno. El correo lo recibían de Logroño por el valijero de Viguera, los lunes y los viernes y salía en los mismos días.

## Demografía
En el siglo XVI, está en el artículo de Nájera con 30 vecinos, 150 almas. En el censo de la provincia de Logroño (1840) aparece con 10 vecinos, 49 almas.
| Gráfica de evolución demográfica de Castañares de las Cuevas entre 2000 y 2010                   |
|                                                                                                  |
| Población de derecho (2000-2010) según los censos de población del INE a 1 de enero de cada año. |

## Etimología
En un bula de 1199 por la que se concedían privilegios al monasterio de San Millán de la Cogolla aparece nombrado como Castannares. Éste se refiere a la vegetación y añade una terminación femenina plural propia de la lengua mozárabe.

## Patrimonio

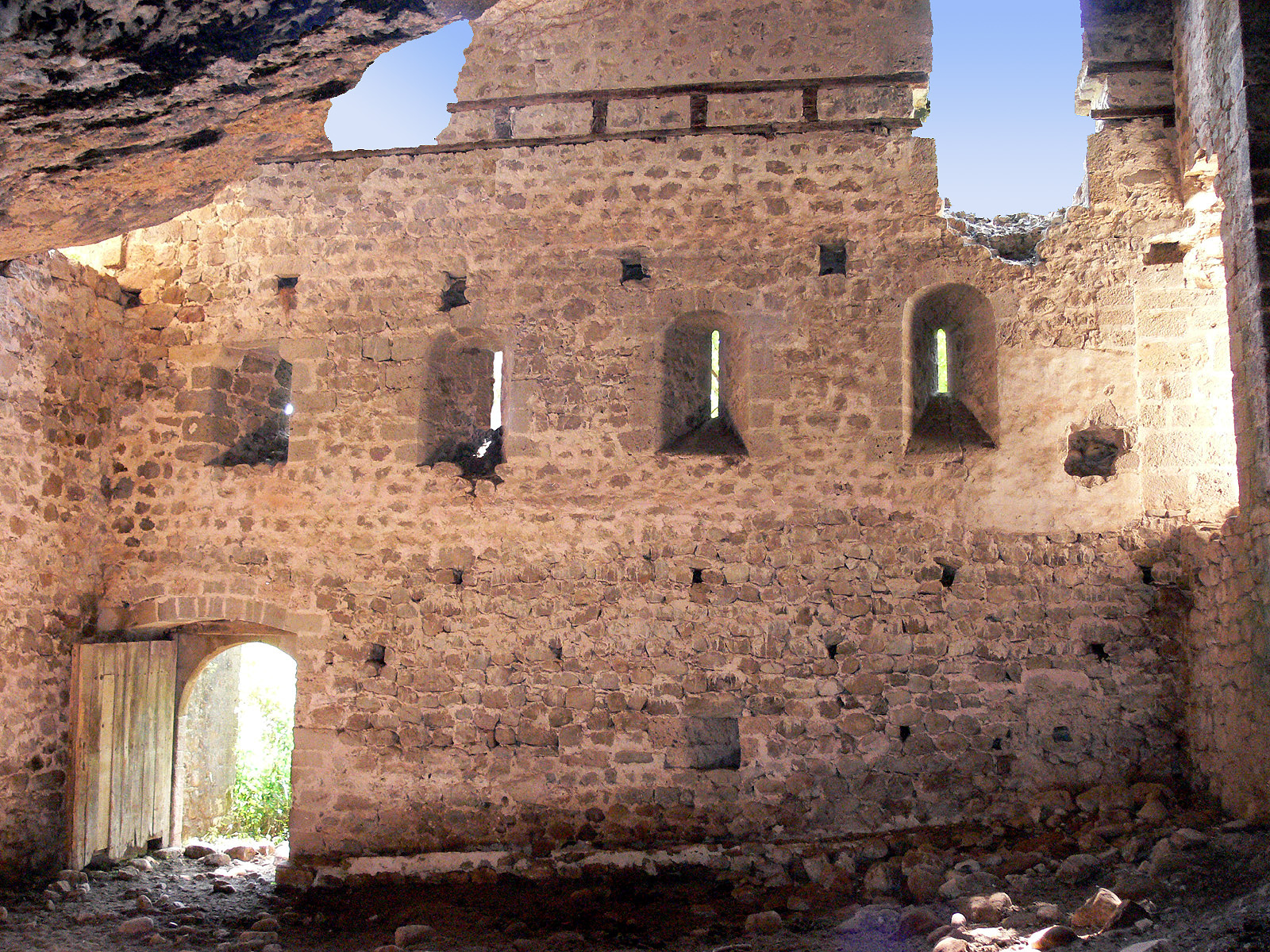
Castillo cueva

- Iglesia de Nuestra Señora de la Asunción, del siglo XVI. Construida en mampostería y sillarejo consta de una nave de dos tramos y cabecera rectangular. Posee un coro alto de madera.

- Castillo Cueva. A 20 minutos andando desde el pueblo. Data del siglo XII, No está en muy buen estado de conservación, pero es algo digno de ver por su peculiaridad de estar adosado bajo las rocas.

## Comunicaciones
El pueblo está atravesado de norte a sur por la N-111 que comunica Logroño con Soria y Madrid. Esta además cerca de la carretera de acceso a Viguera

## Fiestas
- 15 de agosto, La Asunción.